# Puerto de Motril-Granada
El puerto de Motril-Granada, o simplemente puerto de Motril, es un puerto comercial, pesquero y deportivo situado en el municipio español de Motril, en la provincia de Granada, Andalucía. Es la Capitanía de la provincia marítima de Granada (GR-1). Está gestionado por la Autoridad Portuaria de Motril y está considerado uno de los Puertos de Interés General del Estado.
El puerto comenzó a construirse en 1908 con el objetivo de exportar caña de azúcar, sal y hierro. Está situado al sur de la península ibérica, en el litoral granadino del mar Mediterráneo, en el tramo comprendido entre el delta del río Guadalfeo, que forma la punta del Santo, por el oeste, y el cabo Sacratif, por el este.

## Datos técnicos
Su posición geográfica es latitud 36º43′06″N y longitud 3º31′30″O. La máxima carrera de mareas es de 1,10 m, el viento reinante es el SE, y el dominante el SO. El puerto de Motril está situado en mar abierto y no cuenta con abrigo natural. Está protegido artificialmente por un dique exterior paralelo a la costa y un contradique, sensiblemente perpendicular a aquel. 
La boca de entrada al Puerto, tiene una orientación SE con un ancho de 250 m y un calado en BMVE de 12,00 m. La superficie de flotación total es de 1002 ha, de ellas 60,9 en la Zona I y 941,1 en la Zona II. La superficie terrestre total es de 873 761 m². La Zona de Servicio del Puerto se ubica en el término municipal de Motril.

## Usos
- Puerto Comercial
- Puerto Deportivo
- Puerto Pesquero
- Puerto de pasajeros
- Barco de la Sociedad de Salvamento Marítimo
- Barco del Servicio Marítimo de la Guardia Civil

## Zona de Actividades Logísticas - ZAL
La Urbanización de la nueva Zona de Actividades Logísticas (ZAL) del Puerto de Motril se sitúa al Noreste del puerto y albergará zonas de almacenaje de mercancías y plantas de tratamiento industrial de materiales susceptibles de ser transportados por vía marítima.  
La urbanización de la ZAL resulta imprescindible para dotar a la superficie existente de los servicios adecuados para la implantación de nuevas empresas y la creación de nuevo espacio portuario. La superficie anexa al nuevo Muelle de las Azucenas sirve de apoyo al tráfico que se mueve por la nueva dársena, asegurando una superficie adecuada para la correcta explotación del Puerto y el aumento de sus tráficos. 
Se construyó en una primera fase el acceso exterior mediante un viario de doble sentido dotado de servicios de abastecimiento, energía eléctrica y alumbrado; uniendo de este modo la avenida principal de la ZAL con la carretera del Puerto a Motril.

## Conexiones
La Naviera Armas, española, ofrece a partir de julio de 2011 un trayecto diario en ferri entre Motril y Melilla en lo que supone la primera conexión a diario que se establece en el Puerto de Motril. 
En el verano de 2012, cuando la línea Motril-Melilla cumplía un año, la Naviera Armas anuncia la puesta en marcha de una segunda línea diaria de pasajeros y mercancías entre la dársena motrileña y la localidad marroquí de Alhucemas. El trayecto es realizado por el buque "Volcán de Tejeda".
Ese mismo verano, el Puerto de Motril se une por primera vez en su historia a la Operación Paso del Estrecho, utilizada hasta el 1 de agosto por cerca de 70 000 personas y 20 000 vehículos que han conllevado la desaturación de los puertos de Almería, Málaga o Algeciras.
Por otra parte, dicha naviera anuncia que estudia establecer a lo largo de finales del año 2012 una tercera línea diaria, en este caso entre Motril y Nador.
Baleària ya ofreció en el año 2009 la puesta en marcha de una línea de conexión diaria entre Motril y la Ciudad Autónoma de Melilla, aunque el proyecto fue derogado y finalmente suspendido ante las críticas del PSOE de Melilla, que acusó a la empresa de querer hacer el recorrido con un buque muy antiguo y casi desechado en otros puertos.
Desde la reactivación de las conexiones marítimas tras la pandemia, el puerto de Motril ha experimentado un crecimiento significativo en el tráfico de pasajeros y mercancías, consolidándose como una alternativa importante a los puertos de Málaga y Almería. Este crecimiento ha sido impulsado por mejoras en la infraestructura del puerto, como la construcción de nuevas pasarelas y la adecuación de terminales para optimizar la eficiencia y el servicio a los pasajeros.
Al día de hoy, la Naviera Armas ofrece conexiones desde el Puerto de Motril a Nador y Alhucemas, utilizando el buque "Volcán de Taburiente". Esta línea ha aumentado su frecuencia con cinco rotaciones semanales hacia Alhucemas (lunes, martes, miércoles, sábados y domingos) y dos rotaciones semanales hacia Nador (martes y viernes en horario nocturno).
Por su parte, Balearia opera desde el Puerto de Motril con conexiones a Melilla y Tanger Med. La línea a Melilla es servida por el buque "Bahama Mama" con cuatro rotaciones semanales (dos los domingos, más lunes y jueves). La línea a Tanger Med es operada por el buque "Denia Ciutat Creativ", con una frecuencia diaria.